# Aptosimum junceum
Aptosimum junceum är en flenörtsväxtart som först beskrevs av William Philip Hiern, och fick sitt nu gällande namn av D. Philcox. Aptosimum junceum ingår i släktet Aptosimum och familjen flenörtsväxter. Inga underarter finns listade i Catalogue of Life.